# Cryptanura coxata
Cryptanura coxata är en stekelart som beskrevs av Joseph Augustine Cushman 1945. Cryptanura coxata ingår i släktet Cryptanura och familjen brokparasitsteklar. Inga underarter finns listade i Catalogue of Life.